# John Hench
John Hench, född Johannes Abraham Henric Wrench, 29 juni 1908, död 5 februari 2004, var en amerikansk animatör, anställd på Walt Disney Company i 65 år.
Ett av Henchs mest populära arbeten var hans design av den Olympiska facklan för vinter Olympiska vinterspelen 1960 i Squaw Valley.